# Dick Van Dyke
Dick Van Dyke (* 13. prosince 1925 ve West Plains, Missouri, USA) je americký moderátor, herec, tanečník, zpěvák, bavič a komik, držitel tři cen Emmy za sitcom The Dick Van Dyke Show z let 1964–1966.
Svoji uměleckou dráhu začínal jakožto rozhlasový moderátor. Svoji filmovou kariéru odstartoval v roce 1963 snímkem Bye Bye Birdie. V roce 1964 si společně s Julií Andrewsovou zahrál hlavní dvojroli v dnes již legendárním disneyovském filmu Mary Poppins. V roce 1968 pak úspěšně vystoupil ve snímku Chitty Chitty Bang Bang. Poté se vrátil k natáčení vlastních televizních show.
Od roku 1989 opět září jeho filmová a televizní hvězda nejprve v seriálu The Golden Girls (nominován na cenu Emmy), o rok později i v oscarovém snímku Dick Tracy.

## Filmografie, výběr
- 1964 Mary Poppins
- 1990 Dick Tracy
- 2006 Noc v muzeu